# リアジェット45

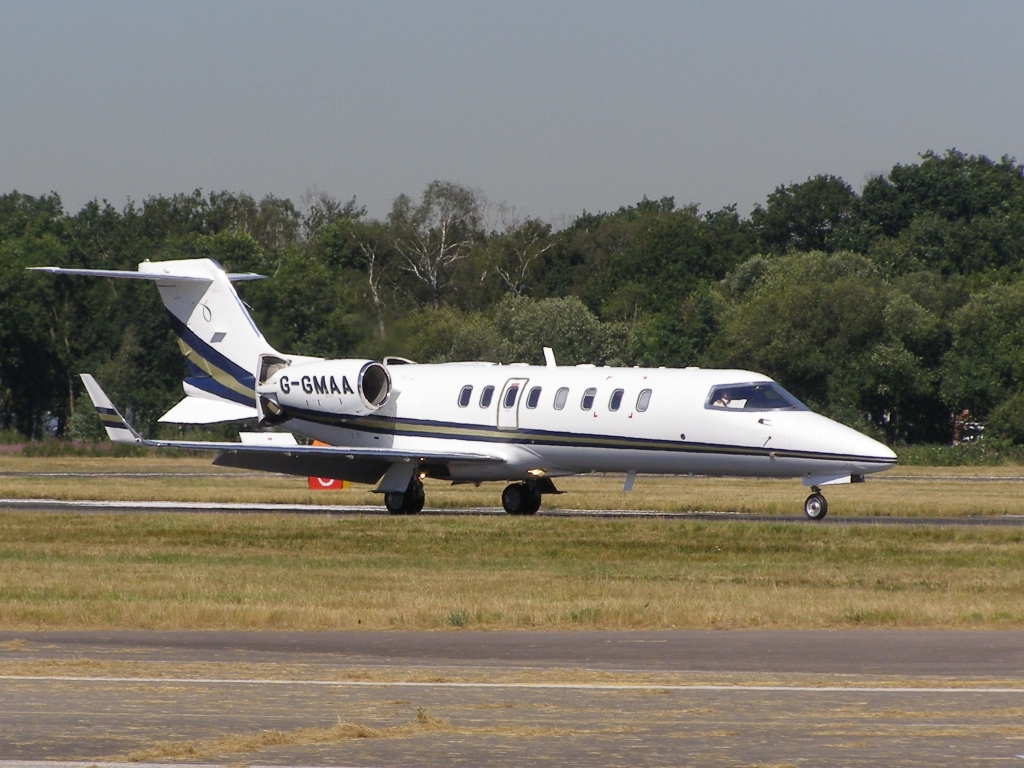
リアジェット45

リアジェット45（Learjet 45）は、ボンバルディア・エアロスペース（リアジェット・ブランド）が製造しているビジネスジェット。

## 概要
1992年9月20日に開発が発表された機体で、1995年10月7日に初飛行した。FARパート25基準に適合であり、型式証明取得は1997年9月。1998年1月より引き渡しが開始された。主翼は低翼配置で、翼端はウイングレットを有する。エンジンは胴体後部左右にあり、T字尾翼となっている。2004年にはエンジン性能が向上したリアジェット45XRが発表された。生産数は260機以上。製造はボンバルディアのほか、ショート・ブラザーズでも分担され、一時はデ・ハビランド・カナダでも部品の分担生産が行われていた。

## 要目
- 全長：17.68m
- 全幅：14.57m
- 全高：4.30m
- 自重：6,212kg
- エンジン：ハネウェル TFE731-20 ターボファン（推力1,590kg）x2基
- 乗員：2名
- 乗客：最大9名
- 最大速度：マッハ0.81
- 最大巡航速度：857km/h
- 航続距離：4,400km